# ویلیام گیلیات
ویلیام گیلیات (انگلیسی: William Gilliatt؛ ‏ ۷ ژوئن ۱۸۸۴ – ۲۷ سپتامبر ۱۹۵۶) پزشک متخصص زنان و زایمان بود که در بیمارستان میدلسکس و بیمارستان کالج کینگ لندن کار می‌کرد.
او بیش از ۲۰ سال متخصص زنان خانواده سلطنتی بود و هنگام زایمان الیزابت دوم برای به‌دنیا آوردن چارلز سوم و شاهدخت آن بر بالین او حاضر بود. او سه فرزند کاترین، دوشس کنت را به‌دنیا آورد. او در سال ۱۹۳۶ به‌عنوان فرمانده سلطنتی ویکتوریایی (CVO) منصوب شد و در سال ۱۹۴۹ در نشان شوالیه دریافت کرد. دختر او منشی وینستون چرچیل و پسرش کارمند بیمارستان ملی عصب‌شناسی و جراحی مغز و اعصاب بود.